# Chaetostomella completa
Chaetostomella completa es una especie de insecto del género Chaetostomella de la familia Tephritidae del orden Diptera.

## Historia
Kapoor, Malla & Ghosh la describieron científicamente por primera vez en el año 1979.